# Grand Prix moto de France 1985
Le Grand Prix moto de France 1985 est la deuxième manche du championnat du monde de vitesse moto 1985. La compétition s'est déroulée du 19 au 31 juillet 1985 sur le circuit Bugatti au Mans.
C'est la 51e édition du Grand Prix moto de France et la 29e édition comptant pour les championnats du monde.

## Résultats des500cm3
| Pos. | Pilote               | Moto   | Temps/Écart     | Points |
| ---- | -------------------- | ------ | --------------- | ------ |
| 1    | Freddie Spencer      | Honda  | 45 min 58 s 330 | 15     |
| 2    | Raymond Roche        | Yamaha | +15 s 710       | 12     |
| 3    | Randy Mamola         | Honda  | +19 s 800       | 10     |
| 4    | Eddie Lawson         | Yamaha | +26 s 890       | 8      |
| 5    | Ron Haslam           | Honda  | +33 s 850       | 6      |
| 6    | Pierre-Etienne Samin | Honda  | +1 min 22 s 750 | 5      |
| 7    | Sito Pons            | Suzuki | +1 min 28 s 060 | 4      |
| 8    | Gustav Reiner        | Honda  | + ?             | 3      |
| 9    | Fabio Biliotti       | Honda  | + ?             | 2      |
| 10   | Mike Baldwin         | Honda  | + ?             | 1      |
| 11   | Armando Errico       | Honda  | + ?             |        |
| 12   | Franco Uncini        | Suzuki | + ?             |        |
| 13   | Wolfgang von Muralt  | Suzuki | + ?             |        |
| 14   | Rob Punt             | Suzuki | + ?             |        |
| 15   | Maurice Coq          | Suzuki | + ?             |        |
| 16   | Simon Buckmaster     | Suzuki | + ?             |        |
| 17   | Andy Leuthe          | Suzuki | + ?             |        |
| Nc.  | Massimo Messere      | Honda  | Non classé      |        |
| Abd. | ...                  | ...    | Abandon         |        |

## Résultats des 250 cm³
| Pos. | Pilote               | Moto                | Temps           | Points |
| ---- | -------------------- | ------------------- | --------------- | ------ |
| 1    | Freddie Spencer      | Honda               | 40 min 00 s 760 | 15     |
| 2    | Anton Mang           | Honda               | +9 s 820        | 12     |
| 3    | Fausto Ricci         | Honda               | +24 s 690       | 10     |
| 4    | Manfred Herweh       | Real (constructeur) | +29 s 850       | 8      |
| 5    | Carlos Lavado        | Yamaha              | +30 s 030       | 6      |
| 6    | Pierre Bolle         | Parisienne          | +30 s 350       | 5      |
| 7    | Jacques Cornu        | Honda               | +31 s 680       | 4      |
| 8    | Jean-François Baldé  | Yamaha              | +47 s 800       | 3      |
| 9    | Dominique Sarron     | Honda               | +48 s 500       | 2      |
| 10   | Luis Miguel Reyes    | JJ Cobas            | +48 s 830       | 1      |
| 11   | Juan Garriga         | Rieju               | + ?             |        |
| 12   | Thierry Rapicault    | Yamaha              | + ?             |        |
| 13   | Jean Michel Mattioli | Yamaha              | + ?             |        |
| 14   | Niall Mackenzie      | Armstrong           | + ?             |        |
| 15   | Roland Freymond      | Yamaha              | + ?             |        |
| 16   | Harald Eckl          | Rieju               | + ?             |        |
| 17   | Patrick Igoa         | Honda               | + ?             |        |
| 18   | Massimo Matteoni     | Honda               | + ?             |        |
| 19   | Stefano Caracchi     | MBA                 | + ?             |        |
| 20   | Jean-Luc Guillemet   | Yamaha              | + ?             |        |
| 21   | Mario Rademeyer      | Yamaha              | + ?             |        |
| Nc.  | Carlos Cardus        | JJ Cobas            | Non classé      |        |
| Abd. | ...                  | ...                 | Abandon         |        |

## Résultats des125cm3
| Pos. | Pilote             | Moto          | Temps           | Points |
| ---- | ------------------ | ------------- | --------------- | ------ |
| 1    | Ezio Gianola       | Garelli       | 39 min 11 s 460 | 15     |
| 2    | Fausto Gresini     | Garelli       | +0 s 220        | 12     |
| 3    | Bruno Kneubühler   | LCR           | +12 s 410       | 10     |
| 4    | Domenico Brigaglia | MBA           | +15 s 060       | 8      |
| 5    | Pierpaolo Bianchi  | MBA           | +17 s 500       | 6      |
| 6    | Jean-Claude Selini | MBA           | +22 s 070       | 5      |
| 7    | August Auinger     | Monnet Bartol | +40 s 030       | 4      |
| 8    | Giuseppe Ascareggi | MBA           | +43 s 890       | 3      |
| 9    | Hakan Olsson       | Starol        | +44 s 680       | 2      |
| 10   | Olivier Liégeois   | KLS           | +47 s 520       | 1      |
| 11   | Willy Perez        | Zanella       | + ?             |        |
| 12   | Jussi Hautaniemi   | MBA           | + ?             |        |
| 13   | Thierry Feuz       | MBA           | + ?             |        |
| 14   | Paul Bordes        | MBA           | + ?             |        |
| 15   | Andres Sanchez     | MBA           | + ?             |        |
| 16   | Bady Hassaine      | MBA           | + ?             |        |
| 17   | Mike Leitner       | MBA           | + ?             |        |
| 18   | Fernando González  | MBA           | + ?             |        |
| 19   | Titer Balaz        | MBA           | + ?             |        |
| 20   | Robin Appleyard    | MBA           | + ?             |        |
| Nc.  | Alex Bedford       | MBA           | Non classé      |        |
| Abd. | ...                | ...           | Abandon         |        |

## Résultats des80cm3
| Pos. | Pilote             | Moto                | Temps      | Points |
| ---- | ------------------ | ------------------- | ---------- | ------ |
| 1    | Angel Nieto        | Derbi               | ?          | 15     |
| 2    | Stefan Dörflinger  | Krauser             | + ?        | 12     |
| 3    | Henk van Kessel    | Rieju               | + ?        | 10     |
| 4    | Jean-Marc Velay    | Rieju               | + ?        | 8      |
| 5    | Alfred Waibel      | Real (constructeur) | + ?        | 6      |
| 6    | Domingo Gil        | Autisa              | + ?        | 5      |
| 7    | Paul Rimmelzwaan   | Rieju               | + ?        | 4      |
| 8    | Gerd Kafka         | Rieju               | + ?        | 3      |
| 9    | Ian McConnachie    | Krauser             | + ?        | 2      |
| 10   | Theo Timmer        | Rieju               | + ?        | 1      |
| 11   | Günter Schirnhofer | Krauser             | + ?        |        |
| 12   | René Dünki         | Krauser             | + ?        |        |
| 13   | Herri Torrontegui  | JJ Cobas            | + ?        |        |
| 14   | Jose Saez          | Derbi               | + ?        |        |
| Nc.  | Joan Bolart        | Autisa              | Non classé |        |
| Abd. | ...                | ...                 | Abandon    |        |